# 自治大学校
自治大学校（じちだいがっこう、英: Local Autonomy College）は、東京都立川市にある総務省の施設等機関のひとつ。総務省組織令第126条に基づき設置されている。

## 概要
地方公務員に対する高度の研修を行うこと、地方公共団体に対し研修の内容及び方法に関する技術的助言を行うこと、地方自治に関する調査及び研究を行うこと、地方自治に関する資料の収集及び編集を行うこと、地方公共団体の行政に密接な関係がある職務に従事する国家公務員に対し研修を行うことを所掌している。

## 沿革
＜この節の主な出典： ＞
- 1953年08月01日 - 自治大学校設置法施行（1984年6月廃止、自治省設置法へ）。
- 1953年10月01日 - 自治大学校開校（東京都港区麻布材木町、地方職員共済組合所有建物借用）。
- 1954年05月01日 - 東京都港区麻布富士見町三番地（港区南麻布4丁目6番2号）に移転。
- 1958年05月06日 - 寄宿舎（麗沢寮[注釈 1]）完成。
- 1971年06月01日 - 寄宿舎（洗心寮[注釈 2]）完成。
- 2001年01月06日 - 総務省発足に伴い総務省の施設等機関となる。
- 2003年03月31日 - 麻布校舎（港区南麻布4-6-2）閉校。
- 2003年04月01日 - 立川校舎（立川市緑町3591番地（現:緑町10番地の1））開校。
- 2005年10月06日 - 卒業生5万人突破。

## 自治大学校長
＜この節の主な出典： ＞
| 代 | 氏 名      | 在任期間                        | 備 考         |
| -- | ---------- | ------------------------------- | ------------- |
| 01 | 武岡憲一   | 1953年09月21日 - 1956年06月26日 |               |
| 0- | 鈴木俊一   | 1956年06月26日 - 1956年07月16日 | 校長事務取扱  |
| 02 | 後藤博     | 1956年07月16日 - 1957年06月01日 |               |
| 0- | 鈴木俊一   | 1957年06月01日 - 1957年07月01日 | 校長事務取扱  |
| 03 | 松村清之   | 1957年07月01日 - 1958年06月17日 |               |
| 04 | 佐久間彊   | 1958年06月17日 - 1961年11月24日 |               |
| 05 | 堀部清     | 1961年11月24日 - 1963年09月20日 |               |
| 06 | 今枝信雄   | 1963年09月20日 - 1965年10月20日 |               |
| 0- | 金丸三郎   | 1965年10月20日 - 1966年01月21日 | 校長事務取扱  |
| 07 | 茨木廣     | 1966年01月21日 - 1967年10月01日 |               |
| 0- | 柴田護     | 1967年10月01日 - 1967年10月17日 | 校長事務取扱  |
| 08 | 岸昌       | 1967年10月17日 - 1968年06月01日 |               |
| 0- | 柴田護     | 1968年06月01日 - 1968年08月01日 | 校長事務取扱  |
| 09 | 降矢敬義   | 1968年08月01日 - 1969年04月15日 |               |
| 10 | 岡田純夫   | 1969年04月15日 - 1970年10月16日 |               |
| 0- | 細郷道一   | 1970年10月16日 - 1971年06月11日 | 校長事務取扱  |
| 11 | 山本明     | 1971年06月11日 - 1972年07月31日 |               |
| 12 | 立田清士   | 1972年08月01日 - 1974年06月01日 |               |
| 0- | 鎌田要人   | 1974年06月01日 - 1974年07月01日 | 校長事務取扱  |
| 13 | 内山鉄男   | 1974年07月01日 - 1976年11月01日 |               |
| 14 | 柳澤長治   | 1976年11月01日 - 1978年09月01日 |               |
| 0- | 林忠雄     | 1978年09月01日 - 1978年09月12日 | 校長事務取扱  |
| 15 | 福島深     | 1978年09月12日 - 1979年10月15日 |               |
| 16 | 大橋茂二郎 | 1979年10月15日 - 1980年07月31日 |               |
| 17 | 久世公堯   | 1980年08月01日 - 1982年07月02日 |               |
| 18 | 鹿児島重治 | 1982年07月02日 - 1983年07月01日 |               |
| 19 | 花岡圭三   | 1983年07月01日 - 1984年07月16日 |               |
| 20 | 岩田脩     | 1984年07月16日 - 1985年04月01日 |               |
| 0- | 石原信雄   | 1985年04月01日 - 1985年07月01日 | 校長事務取扱  |
| 21 | 土田栄作   | 1985年07月01日 - 1986年07月11日 |               |
| 22 | 持永堯民   | 1986年07月11日 - 1986年09月19日 |               |
| 23 | 木村仁     | 1986年09月19日 - 1987年09月21日 |               |
| 24 | 柳克樹     | 1987年09月21日 - 1988年07月15日 |               |
| 25 | 柿本善也   | 1988年07月15日 - 1990年03月31日 |               |
| 0- | 津田正     | 1990年04月01日 - 1990年07月02日 | 校長事務取扱  |
| 26 | 小島重喜   | 1990年07月02日 - 1991年06月14日 |               |
| 0- | 持永堯民   | 1991年06月14日 - 1991年07月13日 | 校長事務取扱  |
| 27 | 小坂紀一郎 | 1991年07月13日 - 1992年06月22日 |               |
| 0- | 小林實     | 1992年06月22日 - 1992年07月01日 | 校長事務取扱  |
| 28 | 谷口恒夫   | 1992年07月01日 - 1993年07月01日 |               |
| 0- | 森繁一     | 1993年07月01日 - 1993年08月06日 | 校長事務取扱  |
| 29 | 二橋正弘   | 1993年08月06日 - 1994年07月12日 |               |
| 30 | 岩崎忠夫   | 1994年07月12日 - 1995年08月01日 |               |
| 31 | 黒沢宥     | 1995年08月01日 - 1996年01月19日 |               |
| 32 | 成瀬宣孝   | 1996年01月19日 - 1998年01月06日 |               |
| 33 | 木挽孝紀   | 1998年01月06日 - 1998年06月30日 |               |
| 34 | 川村仁弘   | 1998年07月01日 - 1999年08月14日 |               |
| 35 | 佐藤達三   | 1999年08月14日 - 2000年11月02日 |               |
| 0- | 二橋正弘   | 2000年11月02日 - 2001年01月05日 | 校長事務取扱  |
| 36 | 木寺久     | 2001年01月06日 - 2002年01月08日 |               |
| 37 | 田村政志   | 2002年01月08日 - 2003年01月17日 |               |
| 38 | 伊藤祐一郎 | 2003年01月17日 - 2004年01月06日 |               |
| 39 | 大野慎一   | 2004年01月06日 - 2005年01月11日 |               |
| 40 | 小室裕一   | 2005年01月11日 - 2005年08月15日 |               |
| 41 | 柚木俊二   | 2005年08月15日 - 2006年07月21日 |               |
| 42 | 吉田哲     | 2006年07月21日 - 2007年07月06日 |               |
| 43 | 椎川忍     | 2007年07月06日 - 2008年07月03日 |               |
| 44 | 大石利雄   | 2008年08月01日 - 2009年07月14日 |               |
| 45 | 門山泰明   | 2009年07月14日 - 2010年07月26日 |               |
| 46 | 岡本全勝   | 2010年07月26日 - 2011年03月22日 |               |
| 47 | 久元喜造   | 2011年03月22日 - 2011年07月15日 | 併任          |
| 48 | 株丹達也   | 2011年07月15日 - 2012年09月11日 |               |
| 49 | 滝本純生   | 2012年09月11日 - 2013年01月23日 |               |
| 50 | 武居丈二   | 2013年01月23日 - 2013年07月04日 |               |
| 51 | 坂本森男   | 2013年07月04日 - 2014年         |               |
| 52 | 三輪和夫   | 2014年07月22日 - 2015年07月31日 | [ 5 ]         |
| 53 | 平嶋彰英   | 2015年07月31日 - 2016年07月     | [ 6 ]         |
| 54 | 兵谷芳康   | 2016年07月 - 2017年07月11日     | [ 7 ]         |
| 55 | 有岡宏     | 2017年07月11日 - 2018年07月20日 | [ 8 ]         |
| 56 | 松﨑茂     | 2018年07月20日 - 2019年         | [ 9 ]         |
| 57 | 佐々木浩   | 2019年07月05日 - 2020年07月20日 | [ 10 ] [ 11 ] |
| 58 | 赤松俊彦   | 2020年07月20日 - 2021年07月01日 | [ 12 ] [ 13 ] |
| 59 | 村手聡     | 2021年07月01日 - 2022年06月28日 | [ 14 ] [ 15 ] |
| 60 | 吉川浩民   | 2022年06月28日 - 2022年06月30日 | 併任          |
| 61 | 滝川伸輔   | 2022年07月01日 - 2023年07月07日 | [ 16 ]        |
| 62 | 宮地俊明   | 2023年07月07日 - 2024年07月05日 | [ 17 ]        |
| 63 | 菊池善信   | 2024年07月05日 - 現任           | [ 18 ]        |

## 組織
- 校長
- 副校長
- 庶務課
- 教務部
- 教授室
- 研究部

## 所在地
- 〒190-8581 東京都立川市緑町10番地の1
  - 国立国語研究所が隣接している。

## 交通
- 多摩都市モノレール高松駅から徒歩7分。
- 立川バス自治大学校・国立国語研究所停留所下車徒歩1分。